# Haysa Baysa
Xihab-ad-Din Abu-l-Fawaris Sad ibn Muhàmmad ibn Sad as-Sayfí at-Tamimí, més conegut pel nom de ploma Haysa Bayda (?, Pèrsia, 1098/1099 - Bagdad, 17 de gener de 1179) fou un notable poeta nascut a Pèrsia però àrab d'origen i que es considerava ell mateix àrab, i que va escriure a l'Iraq, principalment a Bagdad. Vestia i parlava com un àrab beduí. El seu diwan s'ha perdut.